# سووگرسلف
سووگرسلف (به لاتین: Svogerslev) یک منطقهٔ مسکونی در دانمارک است که در Roskilde Municipality واقع شده‌است. سووگرسلف ۱٫۹۷ کیلومتر مربع مساحت و ۴٬۲۷۴ نفر جمعیت دارد.